# Tyrannochthonius semidentatus
Tyrannochthonius semidentatus är en spindeldjursart som först beskrevs av Vladimir V. Redikorzev 1924.  Tyrannochthonius semidentatus ingår i släktet Tyrannochthonius och familjen käkklokrypare. Inga underarter finns listade i Catalogue of Life.